# 백정
백정(白丁)은 오늘날 도살업에 종사하는 사람, 곧 도살자를 이르는 명칭이나, 역사적으로 볼 때 시기마다 그 뜻하는 바가 달랐다. 장인 또는 백장이라고도 한다.

## 고려의 백정
백정은 고려 때에 토지를 직접 경작하던 일반 농민이다. 백정은 특정한 직역(職役)이 없기 때문에 국가로부터 토지를 분급(分給)받지 못하는 특수한 농민층이었다. 그러나 경우에 따라서는 군호(軍戶)에도 편입시켰고, 또 역정(驛丁)에도 보충하여 이들에 대해서만은 일정한 토지를 주어 정호(丁戶)가 되기도 했다. 그들은 공전이건 사전이건 간에 그들에게 맡겨진 토지를 경작하여 조(租)를 바치고 남은 수확으로써 삶을 영위하는 전호(佃戶)였다. 또 신간지(新墾地)를 개척하거나 족친(族親)이라는 혈연을 유대로 하는 의부관계(依附關係 : 더부살이)에 의지하여 생계를 유지하기도 했다.

## 조선의 백정
조선의 백정은 사천(私賤)의 하나로서, 일명 재우군(宰牛軍)이라 불렀다.
호적(戶籍)에서 제외된 천민계급으로 가축류의 도살을 주업으로 하는 한편 부업으로 고리를 제작하였다. 백정이란 명칭은 원래 수(隨)나라에서는 백성을 일컫던 말로서 고려에 전래되었을 당시는 그대로 백성을 가리키던 것으로 추측된다. 고려에서는 백정에 대하여 일정한 직업도, 일정한 토지도 주지 않았으나 경우에 따라서는 군호(軍戶)에도 편입시켰고, 또 역정(驛丁)에도 보충하여 이들에 대해서만은 일정한 토지를 주기도 하였으므로 이러한 점에서 볼 때 천인이라 하더라도 가장 우대받는 편이었다. 그런데 고려 사회에는 북방 민족의 귀화인으로서 일반 민중과 융합되지 못하고 방랑 생활을 하며 특수 부락을 형성하고 있는 족속이 있어서 이들은 양수척(陽水尺) 혹은 화척(禾尺)이라 하였는데, 이들 양수척은 왜구를 가장하고 민가 및 관청에 침입하여 노략질해 가는 일이 많아 일반 민중의 원성이 높았다.
조선에 들어오자 조정에서는 이들을 매우 엄격히 감독하게 되었으며, 이로 인하여 그 대부분이 도살업(屠殺業)을 생업으로 삼게 되었고, 기타 광대·고리 제조 등을 하며 살아갔다. 1425년(세종 7) 세종은 양수척을 평민으로 대우해 주기 위하여 백정에 편입시켰고, 일반 민중은 이들은 신백정(新白丁)이라 하였으나 종래 평민 중에서 약간 천인 축에 있던 백정보다는 양수척으로 백정에 편입된 신백정이 사회적으로 폐단이 될 많은 문제를 일으켰으므로 이후 백정이란 명칭은 신백정을 가리키는 말로 변질되었다.
그동안 백정은 각 지방으로 흩어져 무질서한 생활을 하게 되었으며 《대전회통(大典會通)》에 따르면 매해 그 실태를 조사하여 이들을 서울과 각 지방에 골고루 배치하여 그들의 명부를 작성하고 생활을 엄격히 감독케 하였다 한다. 이들은 천인으로서 국가에 대한 여러 가지 부담이 없었으므로 평민 가운데 생활이 곤란해지면 백정으로 들어가는 자의 수가 해마다 증가하여 백정의 수는 날로 증가하였다. 일제 강점기 조선총독부의 조사에 따르면 백정의 수가 7,538호, 33,712명이었다 하나 실제의 수는 훨씬 많았을 것으로 추측된다.
이들 백정은 갑오경장(甲午更張)을 계기로 제도상으로는 신분적 평등권을 얻었으나 오랫동안의 습관은 간단하게 버려지지 않아 여전히 차별을 받아 오던 중, 그들 자체의 자각이 싹터 1923년 5월에는 경상도 진주에 그들의 결사(結社)인 형평사(衡平社)를 조직하고 자기들의 사회적인 신분 향상을 요구하는 한편 직업의 자유를 외친 일이 있다.

## 비유
할아버지, 할머니와 외할아버지, 외할머니 양쪽에 사랑과 귀여움을 받지 못하고 차별 당하면 친손자 취급도, 외손자 취급도 못받기 때문에 친손자, 외손자 사이에서 그 어느 쪽도 속하지 못하기 때문에 백정에 비유를 하기 때문에 백정의 손자라 불린다.

## 같이 보기
- 화척
- 천민
- 만적
- 임꺽정
- 박성춘
- 박서양